# Kincardineshire (circonscription du Parlement d'Écosse)
Le Kincardineshire (ou les Mearns) était une circonscription représentée au  Parlement d'Écosse jusqu'en 1707.
Après 1708, le Kincardineshire a envoyé un membre à la Chambre des communes de Grande-Bretagne et plus tard à la Chambre des communes du Royaume-Uni.

## Liste descommissairesdu comté
- 1607: Laird de Allerdes (Allerdes) [1]
- 1612: John Allerdes[2]
- 1612, 1625, 1630: David Ramsay de Balmain[3]
- 1617 and 1630: Sir Alexander Strachan de Thornton[4]
- 1621: Alexander Burnett de Leys[5]
- 1639–41, 1645–46, 1661–63: Sir Gilbert Ramsay de Balmain[3]
- 1661–63: Alexander Stratton de Lowrieston [6]
- 1665 convention: non représentée
- 1667, 1669–74: Sir David Carnegie de Pitarrow[7]
- 1672–73: Sir David Ramsay de Balmain[3]
- 1678 (convention), 1681–82, 1685–86 Sir Alexander Falconer de Glenfarquhar[8],[9]
- 1678 (convention), 1681–82, 1685–86: Sir John Falconer de Balnakellie (décédé vers 1685) [9]
- 1686 William Rait, Laird de Hallgreen[10]
- 1689 (convention), 1689–1702 Alexander Arbuthnott de Knox[11]
- 1689 (convention), 1689–1701, 1702–1707: Sir Thomas Burnett de Leys[12]
- 1702–04: Sir James Falconer de Phesdoe (mort en 1705) [13]
- 1705–07: Sir David Ramsay de Balmain[3]